# Carl Storck

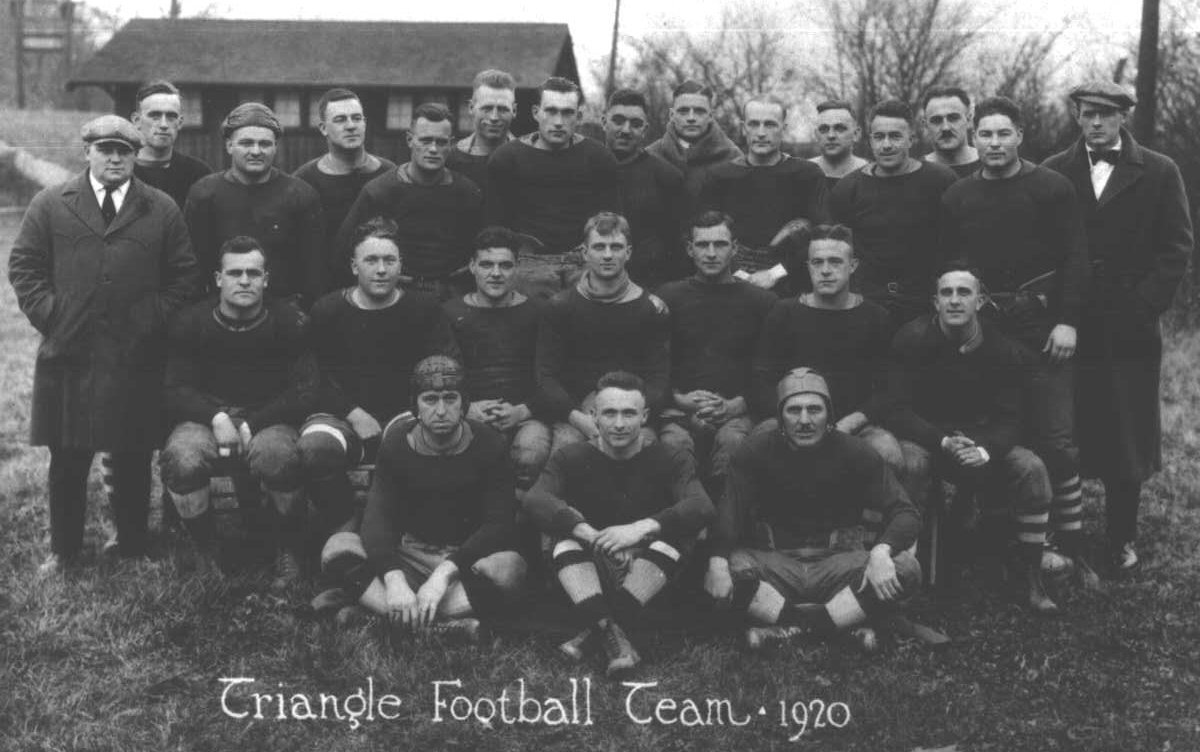
Mannschaft der Dayton Triangles 1920 – Carl Storck ganz links

Carl Louis Horrell Storck (geboren 14. November 1893 in Dayton, Ohio; gestorben 13. März 1950 ebenda) war ein amerikanischer American-Football-Funktionär. Er war Mitbegründer der National Football League, als deren Präsident er von 1939 bis 1941 amtierte. Außerdem war er Trainer und Manager der Football-Mannschaft Dayton Triangles.

## Leben
Der Sohn des Restaurantbesitzers Charles Storck und der Margaret Rauch Storck schloss 1913 die Stivers High School in Dayton (Ohio) ab. Auf der Schule spielte er im Football- und im Basketball-Team. Nach dem Besuch einer Sommerschule des örtlichen Christlichen Vereins Junger Menschen (YMCA), war er ab Herbst 1914 als Trainer und Organisator in Dayton tätig. Daneben spielte er im heimischen halbprofessionellen Football-Team der St. Mary Cadets als Halfback oder Fullback. Ab Oktober 1916 studierte er in Chicago an der YMCA-Trainerschule. Ab dem Frühjahr 1917 arbeitete er für den Manager des General Motors Recreation Park (Triangle Park) F. W. „Mike“ Redelle. Als dieser von 1917 bis 1919 seinen Kriegsdienst leistete, übernahm Storck die Leitung des Parks. Ab Frühjahr 1919 organisierte er unter dem Namen Dayton Triangles Basketball-, Baseball- und Football-Mannschaften und deren Spiele. Im namensgebenden Triangle Park lagen die Sport- und Übungsplätze. Daneben arbeitete er ab 1921 bei den zu General Motors gehörenden Dayton Engineering Laboratories (Delco) zunächst als Sportdirektor und von 1922 bis 1928 als Personaldirektor.
Am 20. August 1920 nahm er für die Footballmannschaft der Dayton Triangles an der Versammlung mehrerer Teameigner in Canton (Ohio) teil, die schließlich zur Gründung der American Professional Football Association (später NFL) führte. 1921 wurde er zum Schatzmeister und Vizepräsidenten der National Football League gewählt. Diese Tätigkeit war damals noch ehrenamtlich. Erst ab 1936 erhielt er dafür eine Entschädigung von zuletzt 7500 Dollar. Während der längeren Erkrankung des Präsidenten Joseph Carr ab Herbst 1937 vertrat er diesen.
In den NFL-Saisons von 1922 bis 1926 war er Trainer der Football-Mannschaft.
1929 war Storck an der Gründung der kurzlebigen National Professional Basketball League beteiligt, amtierte als Präsident der Liga und organisierte die Mannschaft der Dayton Kellys. 1930 wurde er Vizepräsident der American Basketball League, nachdem die Mannschaft aus Dayton dieser Liga beitrat.
Ab 1928 arbeitete in der Hauptabteilung von General Motors in Detroit. 1932 erhielt er im Buick-Werk in Flint (Michigan) eine Tätigkeit als Personalchef. Er zog deshalb 1930 nach Detroit um. Das Football-Team wurde an zwei Unternehmer aus Brooklyn verkauft. Dort wurde die Mannschaft als Brooklyn Dodgers weitgeführt. 1934 gab er die Tätigkeit in Flint auf und wechselte zu Delco nach Dayton. Dort arbeitete er in der Betriebsleitung.
1937 war er an der Reorganisation der Minor-League-Baseball-Mannschaft der Dayton Ducks beteiligt und wurde Direktor des Teams. Von 1939 bis 1941 war er Präsident des Teams.
Nach dem Tod des NFL-Präsidenten Joseph Carr 1939 wurde er zum neuen kommissarischen Präsidenten bestimmt. Dem Vorbild des Profi-Baseballs folgend, beabsichtigten die NFL-Teamchefs die Einsetzung eines mit weitreichenden Rechten ausgestatteten Commissioner. Die Wahl für diese Position fiel am 3. Februar 1941 jedoch zu Ungunsten von Storck auf Elmer Layden. Insbesondere der Eigner der Washington Redskins George P. Marshall intrigierte gegen Storck. Da Storck keine adäquate Rolle mit eigenen Rechten als Präsident sah, trat er verbittert am 4. April 1941 zurück. Infolge der Entscheidung der Eigner erkrankte Storck an Neuropathie. 1942 beendete er seine Tätigkeit bei Delco. Am 11. Juni 1943 musste er Bankrott anmelden.
Ab 1945 lebte er in einem Pflegeheim in Dayton, in dem er am 13. März 1950 verstarb.
Carl Storck war verheiratet mit Edythe Martz und hatte eine Tochter. Im September 1941 beantragte seine Frau die Scheidung.

## Statistik
| Team | Jahr | Spielsaison | Spielsaison | Spielsaison   | Spielsaison      | Spielsaison   |
| Team | Jahr | Sieg        | Niederlage  | Unentschieden | Gewinnverhältnis | Endergebnis   |
| ---- | ---- | ----------- | ----------- | ------------- | ---------------- | ------------- |
| TRI  | 1922 | 4           | 3           | 1             | .571             | 7.            |
| TRI  | 1923 | 0           | 6           | 1             | .143             | geteilter 16. |
| TRI  | 1924 | 2           | 6           | 0             | .250             | 13.           |
| TRI  | 1925 | 0           | 7           | 1             | .000             | 16.           |
| TRI  | 1926 | 1           | 4           | 1             | .200             | 16.           |